# Південносибірський дощовий ліс
Південносибірський дощовий ліс — екорегіон помірного дощового лісу у Південно-Центральному Сибіру, який зустрічається перш за все у Алтайських та Саянських гірських хребтах в Хакасії і Туві, а також невеликої території в горах Хамар-Дабан поблизу озера Байкал в Бурятії. Ліс займає площу близько 6000 км². Більша частина лісу в горах Алтаю та Саян розташовано між 51,5°N та 56°N, і 86°E до 95°E. Регіон збігається із Золотими горами Алтаю всесвітньої спадщини. Екологічні зони варіюються від гемібореального лісу до лісостепового екотону і має більше видове різноманіття, ніж навколишні території.

## Географія
Південносибірський дощовий ліс обмежений Південносибірським лісостепом, що зустрічається на висотах від 250 до 300 метрів, та лісотундрою, що зустрічається на висотах від 1600 до 1800 метрів.

## Флора
Флора в регіоні є комбінацію видів чотирьох біомів: тайга, помірні ліси, тундра та степ і більш різноманітна, ніж флора багатьох прилеглих територій. Дерева представлені сумішшю хвойних та широколистяних деревних порід. До них належать Pinus sylvestris, Betula pendula, Populus tremula, Pinus sibirica, Abies sibirica, Picea obovata та Tilia sibirica. У напівбореальних зонах домінують сосна і срібна береза у вологих районах. Покривало моху присутнє, але рідке. У сухих районах переважають Pinus sylvestris або сибірська модрина в залежності від температури. Сибірська модрина більш поширена в прохолодніших областях, в той час як тепліші та сухіші території заросли сосною звичайною. Сибірська модрина також домінує у лісостеповому екотоні.Епіфітні види включають кілька родів лишайників. До них належать роди Physcia, Melanelia, Usnea, Bryoria, Hypogymnia, Sticta. Трави представлені Actaea spicata, Asarum europaeum, Anemone baicalensis, Chrysosplenium, Cardamine, Carex, Brachypodium, Calamagrostis. Calamagrostis.

## Фауна
Наземні тварини в регіоні: Ursus arctos, Vipera berus, Talpa, Vulpes vulpes, Cervus elaphus, Canis lupus, Lynx, Lepus timidus, Mustela erminea, Gulo gulo. Птахи: Tetrastes bonasia, Anthus trivialis, Picoides tridactylus, Aquila chrysaetos, Falco peregrinus, Ciconia nigra, Falco rusticolus. Водні види: Rana arvalis, Hucho taimen, Cottus, Brachymystax, Lutra lutra.

## Заповідники
- Алтайський заповідник
- Катунський заповідник
- Убсунурська улоговина
- Кузнецький Алатау (заповідник)[en]
- Байкальський заповідник